# Stefan Heiny
Stefan Heiny (* 9. Juli 1982) ist ein ehemaliger deutscher Radrennfahrer.
Heiny fuhr zum Ende der Saison 2013 als Stagiaire für das UCI ProTeam Gerolsteiner, erhielt jedoch anschließend keinen regulären Vertrag. Im Jahr 2005 fuhr er für das UCI Continental Team Comnet-Senges, für das er unter anderem Sechster bei der Deutschen Meisterschaft wurde. Nach einem Jahr dort wechselte er zu Team Lamonta und wurde er Sechster bei der niederländischen Tour de Rijke und Vierter bei Rund um die Nürnberger Altstadt. 2007 stand Heiny bei dem Luxemburger Continental Team Differdange unter Vertrag. In seinem ersten Rennen bei der neuen Mannschaft gewann er zwei Etappen bei der La Amissa Bongo Tropicale und wurde Sechster der Gesamtwertung. Im Jahr 2008 kehrte er zu seinem Heimatverein RVC Reute zurück.

## Teams
- 2005 Comnet-Senges
- 2006 Lamonta
- 2007 Continental Team Differdange